# El Barquillo
El Barquillo es una pequeña aldea del pueblo de El Losar del Barco. Es una de las tres pedanías de este municipio, y la más pequeña de ellas, teniendo 9 habitantes (INE 2010), aunque se estime que viven sólo 5 personas en invierno, y por lo tanto, se podría decir que está prácticamente deshabitado, excepto cuando llega el buen tiempo y se llena de gente. Está a 4 kilómetros de El Losar del Barco, a 10 kilómetros de El Barco de Ávila y a 30 kilómetros de Béjar. Su altitud es de 980 m y está cerca del río Tormes.
- Gráfica demográfica (1900-2017):

| Gráfica de evolución demográfica de El Barquillo entre 1900 y 2023                       |
|                                                                                          |
| Fuente: Instituto Nacional de Estadística de España - Elaboración gráfica por Wikipedia. |